# Höcker Album

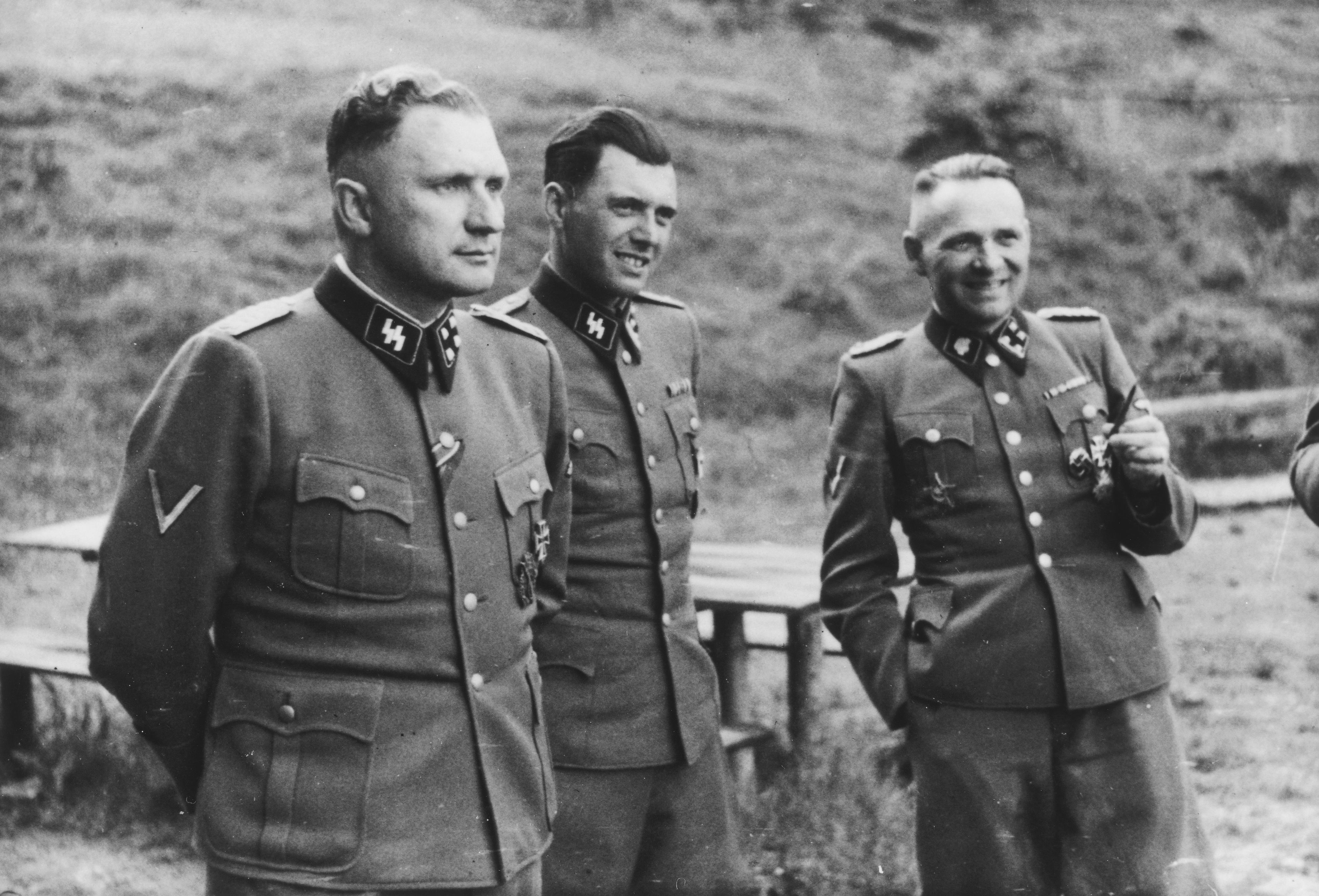
Richard Baer, Josef Mengele, e Rudolf Höss in una foto dell'album

L'Höcker Album è una collezione di 116 fotografie appartenute a Karl-Friedrich Höcker, che dal maggio 1944 al gennaio 1945 fu un ufficiale SS al campo di concentramento di Auschwitz. Le foto sono una testimonianza unica dell'Olocausto, a documentare la vita sociale del personale SS al di fuori del servizio nei campi. L'esistenza delle foto è rimasta ignota finché nel 2007 l'album fu donato all'United States Holocaust Memorial Museum da un ufficiale americano che lo aveva trovato nel giugno 1945 in Germania.

## L'album
Karl-Friedrich Höcker era un ufficiale SS. Tra il 1940 e 1943 servì come attendente di Martin Gottfried Weiß nei campi di concentramento di Neuengamme, Arbeitsdorf e Majdanek. Dal maggio 1944 al gennaio 1945 fu ad Auschwitz, questa volta come attendente di Richard Baer, che seguirà anche nell'incarico successivo al campo di concentramento di Dora-Mittelbau. 
L'album fotografico di Karl-Friedrich Höcker risale al periodo della sua permanenza ad Auschwitz. È perciò contemporaneo sia alle quattro foto del Sonderkommando, scattate clandestinamente nell'agosto 1944 da un membro del gruppo di prigionieri che lavoravano ai crematori ad Auschwitz-Birkenau (forse l'ebreo greco Alberto Errera) e fatte pervenire alla resistenza polacca, sia all'Auschwitz Album, anch'esso in qualche modo collegato a Richard Baer e Karl-Friedrich Höcker ma che ha carattere più ufficiale e documenta le operazioni di selezione e sterminio dei deportati all'interno del campo. L'Höcker Album invece ha carattere più privato, includendo sia la documentazione di visite e cerimonie ufficiali ad Auschwitz, sia fotografie più personali che raffigurano le attività sociali svolte dai membri del personale SS al di fuori del campo.

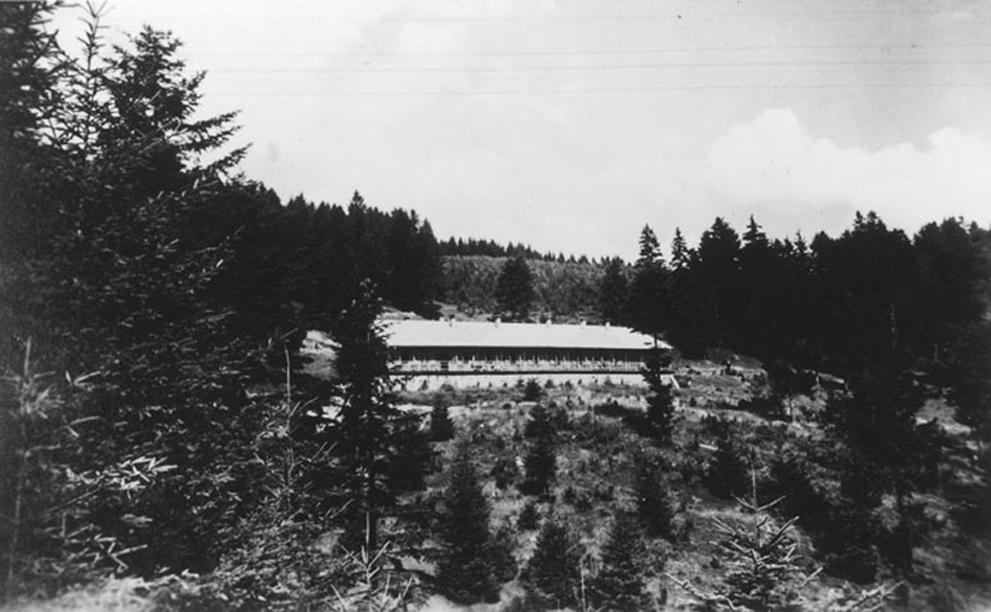
Il centro ricreativo di Solahütte in cui furono scattate molte delle fotografie contenute nell'album

Molte delle fotografie più notevoli sono state scattate a Solahütte, un centro ricreativo a circa 30 km a sud di Auschwitz sul fiume Sola, dove il personale SS veniva inviato in licenza premio per gite giornaliere o brevi periodi di congedo.
Una serie di fotografie documentano in particolare un festoso ritrovo sociale a Solahütte a cui parteciparono le più alte autorità delle SS del campo. Assieme a Richard Baer e Karl-Friedrich Höcker ci sono Rudolf Höss (l'ex comandante generale tornato ad Auschwitz tra il maggio e il luglio 1944 specificamente per sovrintendere allo sterminio degli ebrei ungheresi), Josef Kramer (comandante di Auschwitz-Birkenau, poi divenuto comandante di Bergen-Belsen), Josef Mengele (noto per i suoi famigerati esperimenti sui bambini gemelli), Otto Moll (supervisore delle camere a gas), Franz Hössler (comandante della prigione femminile a Birkenau), Walter Schmidetzki (comandante dei depositi dei beni sottratti ai deportati), e molti altri. Sono ben otto le foto in cui compare Josef Mengele, le uniche che si conoscano del periodo che trascorse ad Auschwitz.
La stessa atmosfera di rilassata spensieratezza si ripete anche nelle foto che documentano una gita organizzata per le Helferinnen (ausiliarie femminili delle SS), il 22 luglio 1944, sempre a Solahütte.
Altre foto nell'album si riferiscono invece a cerimonie ufficiali, come l'apertura dell'ospedale SS di Birkenau il 1º settembre 1944 (cerimonia presieduta da Richard Baer con i medici Enno Lolling, Eduard Wirths e Carl Clauberg). Ci sono anche le foto dei solenni funerali dei 17 militari SS morti il 26 dicembre 1944 in occasione di un bombardamento alleato, con i carri funebri trainati da cavalli, corone di fiori, le famiglie e gli onori militari resi dai commilitoni.

## Il ritrovamento
L'album consiste di 31 pagine e contiene 116 fotografie. Venne casualmente in possesso di un ufficiale americano che lo aveva trovato in un appartamento abbandonato a Francoforte nel giugno 1945 e lo portò con sé al suo ritorno in America. Non è chiaro come il diario sia finito a Francoforte. Per un'ironia della sorte proprio a Francoforte si svolgerà nel 1963 il "secondo processo di Auschwitz", in cui anche Karl-Friedrich Höcker fu tra gli imputati, ma allora l'esistenza del diario non era conosciuta e le foto non poterono essere usate come prova d'accusa. 
Nel 2006 l'ufficiale americano si rivolse all'United States Holocaust Memorial Museum e a metà gennaio 2007 l'album poté finalmente essere esaminato degli studiosi del centro, che lo hanno messo a disposizione della ricerca internazionale, procedendo al difficile compito di identificazione delle persone ritratte nelle foto.